# Veobreahesten
De Veobreahesten is een berg behorende bij de gemeente Lom in de provincie Innlandet in Noorwegen. De berg, gelegen in Nationaal park Jotunheimen, heeft een hoogte van 2185 meter.
De Veobreahesten is onderdeel van het gebergte Jotunheimen.